# Web tử thần
Web tử thần (tựa gốc tiếng Anh: Untraceable) là phim điện ảnh tội phạm giật gân của Mỹ năm 2008 có sự tham gia của Diane Lane, Colin Hanks, Billy Burke và Joseph Cross. Phim do Gregory Hoblit đạo diễn và Screen Gems phân phối.